# Nick News with Linda Ellerbee
Nick News with Linda Ellerbee (anciennement intitulé Nick News W-5 et parfois abrégé Nick News), est une émission de télévision à visée éducative sur Nickelodeon, qui a été programmée du 31 janvier 1991 au 15 décembre 2015. Nick News est un programme permettant aux enfants et aux adolescents de discuter des problématiques sociales, politiques et économiques dans un format prévu à la fois pour les enfants et les adultes. Avec 178 épisodes de 1991 à 2015, c'est l'un des plus longs programmes de Nickelodeon. Il a décroché deux Peabody Awards, un en 1991 et un autre en 1994, Linda Ellerbee est personnellement récompensée en 1998 pour sa prestation dans cette émission.